# История Эстремадуры

Эстремадура на карте Испании

История Эстремадуры — история автономного сообщества Эстремадура, расположенного на юго-западе Испании.

## Античность
В начале нашей эры на юго-запад Пиренейского полуострова переселилось племя лузитанов. Первоначально лузитанами назывались племена, проживавшие в междуречье Дуэро и Тахо. Но позднее это название стало применяться и к племенам, жившим к северу от Дуэро, и другим народам, населявшим сопредельные территории. В конечном счёте название «лузитаны» закрепилось за всеми племенами региона, схожими в этнокультурном плане, которые боролись с Римом.
На уклад жизни лузитанов повлияла кельтская культура. Лузитаны селились в одноэтажных каменных домах, как правило, прямоугольной формы, носили одежду из козьих шкур или шерсти, а также золотые украшения. Поклонялись множеству божеств.
Конфликт между лузитанами и Римской республикой, получивший название Лузитанская война, продолжался с 159 года до нашей эры по 139 год до нашей эры. Сопротивление лузитан было подавлено римскими войсками, а лидер повстанцев был убит предавшими его соратниками. Во времена римского владычества часть территорий современных Португалии и Испании (в том числе Эстремадуры) занимала провинция Лузитания со столицей в Мериде.

## Средневековье
После вторжения арабов весь регион перешёл под их контроль. Несколько веков спустя, в 1230 году, Альфонсо IX отбил эти земли у арабов. Территория Эстремадуры стала пограничным районом, отделявшим земли христианских стран от той части Пиренейского полуострова, которая находилась под властью мусульман. Королевство Леон принимало усилия к повторному заселению здешних мест, поощряя создание крупных феодальных владений. В середине XIII века вспыхнул конфликт между орденами Святого Иакова, Алькантары, госпитальеров и тамплиеров, претендовавшими на здешние земли и замки. На протяжении двухсот лет, начиная с середины XIV столетия, Португалия пыталась завоевать Эстремадуру.
Во времена инквизиции особенно упорным преследованиям подвергались евреи. Преследования, сопровождавшиеся пытками, привели к сокращению численности населения. Согласно переписи населения, проведённой в провинциях Кастилии в 1591, в Эстремадуре проживало почти 540 тысяч человек, а в 1717 — 326400 человек.

## Новое время
В эпоху наполеоновских войн многие города региона превратились в цитадели. Одним из крупных сражений Пиренейских войн стала битва при Альбуэре, произошедшая в мае 1811 года. Тогда, в двадцати километрах к югу от Бадахоса, французские войска противостояли объединённым армиям Великобритании, Испании и Португалии. В битве участвовали 24-тысячный контингент Франции и 35-тысячная армия союзников. В итоге обе стороны понесли тяжёлые потери. Французы были вынуждены отступить
В 1812 году войска Великобритании и Португалии под командованием герцога Веллингтона штурмом взяли город Бадахос. Французские солдаты до последнего защищали город. После взятия Бадахоса, английские и португальские солдаты разграбили местных жителей. Грабежи сопровождались убийствами. Жертвами мародёров стали четыре тысячи горожан.
В 1883 году в результате административно-территориальных реформ территория Эстремадура была разделена на две провинции — Касерес и Бадахос. До этого Бадахос был столицей всего региона.

## Новейшее время
В августе 1936 год, в начале гражданской войны в Испании, произошло ещё одно сражение, носящее название битвы при Бадахосе, ставшее одним из первых столкновений, завершившихся победой националистов.
Летом 1936 года войска мятежников двинулись на север, обстреливая и захватывая укреплённые пограничные города. К 10 августа, когда подполковник Хуан Ягуэ принял командование войсками, под контролем националистов находились 300 километров испано-португальской границы. После взятия мятежниками Мериды, Бадахос стал последним республиканским пограничным форпостом, отрезанным от территории, находившейся под контролем республиканской армии. Подполковник Ягуэ направился к городу с отрядом в три тысячи человек. Его войскам противостояли от двух до шести тысяч ополченцев. Перед началом штурма город был подвергнут интенсивному артобстрелу и бомбардировкам. Часть защитников Бадахоса перешла на сторону националистов, позволим им беспрепятственно попасть в город. Захватив Бадахос, повстанцы убили несколько тысяч мирных жителей города и военнопленных.